# Wim de Ruyter
Wim de Ruyter (Maassluis, 11 november 1918 - Los Angeles (Verenigde Staten), 21 november 1995) was een Nederlands wielrenner, die beroeps was tussen 1944 en 1952.

## Wielerloopbaan
In 1943 werd De Ruyter nationaal kampioen bij de onafhankelijken. Tijdens de Tweede Wereldoorlog mocht De Ruyter als wielrenner gaan en staan waar hij wilde, want sport werd door de bezetter gestimuleerd. Zo reed hij tijdens trainingen steeds langs Duitse militaire installaties, waarvan hij bijzonderheden doorgaf aan de ondergrondse. Hij werd gepakt en vanuit het kamp Amersfoort op transport gezet naar Bergen-Belsen. Hij wist echter nabij Nijmegen uit de trein te springen en dook onder bij boeren.
Na de oorlog hervatte hij zijn carrière. In zijn eerste Tour (1948) eindigde hij in de negende etappe van Toulouse naar Montpellier als derde. Zijn prestaties in de Ronde van Frankrijk 1950 waren indrukwekkend gezien de omstandigheden. Nadat hij als enige Nederlander was overgebleven, verleende hij hand-en-spandiensten aan de geïsoleerde Zwitser Ferdi Kübler, de uiteindelijke winnaar.
De Ruyter emigreerde in 1956 met zijn gezin naar de Verenigde Staten. Zijn dochter Laura de Ruyter is een bekend beeldend kunstenaar.

## Belangrijkste overwinningen
1948
- 2e etappe Ronde van Nederland

## Resultaten in voornaamste wedstrijden
| Jaar | Ronde van Italië | Ronde van Frankrijk | Ronde van Spanje |
| ---- | ---------------- | ------------------- | ---------------- |
| 1947 |                  |                     |                  |
| 1948 |                  | 42e                 |                  |
| 1949 |                  | opgave              |                  |
| 1950 |                  | 27e                 |                  |

| Jaar | Ronde van Vlaanderen | Parijs-Roubaix | Omloop Het Volk |
| ---- | -------------------- | -------------- | --------------- |
| 1947 | 54e                  |                |                 |
| 1948 | 36e                  |                |                 |
| 1949 | 32e                  | 76e            |                 |
| 1950 |                      |                | 19e             |

1. ↑  Cyclingarchives: Wim De Ruyter